# 320 TCN
320 TCN là một năm trong lịch La Mã.